# The Peninsula Hotels
The Peninsula Hotels è una catena di alberghi di lusso, gestita dalla holding Hongkong and Shanghai Hotels. Fondata dalla famiglia Kadoorie, aprì il primo albergo nel 1928 ad Hong Kong, il più antico dello Stato. Il loro albergo a Bangkok fu nominato, dalla rivista di viaggi statunitense Travel + Leisure, come primo albergo in Asia e settimo in tutto il mondo ad agosto 2010; la stessa rivista inserì il The Peninsula Tokyo alla seconda posizione della loro classifica "The 500 Best Hotels List" nel 2012.

## Proprietà

### Presenti
- The Peninsula Hong Kong — 1928
- The Peninsula Manila — 1976
- The Peninsula New York — 1988
- The Peninsula Beijing — 1989
- The Peninsula Beverly Hills — 1991
- The Peninsula Bangkok — 1998
- The Peninsula Chicago — 2001
- The Peninsula Tokyo — 2007
- The Peninsula Shanghai — 2009
- The Peninsula Paris — 2014
- The Peninsula Istanbul — 2020
- The Peninsula London — 2021

### Future
- The Peninsula Yangon — 2023[3]

### Ex-proprietà
- Hongkong Hotel — Hong Kong
- The Repulse Bay — Hong Kong
- Peace Hotel — Shanghai
- Astor House Hotel — Shanghai

## Galleria d'immagini

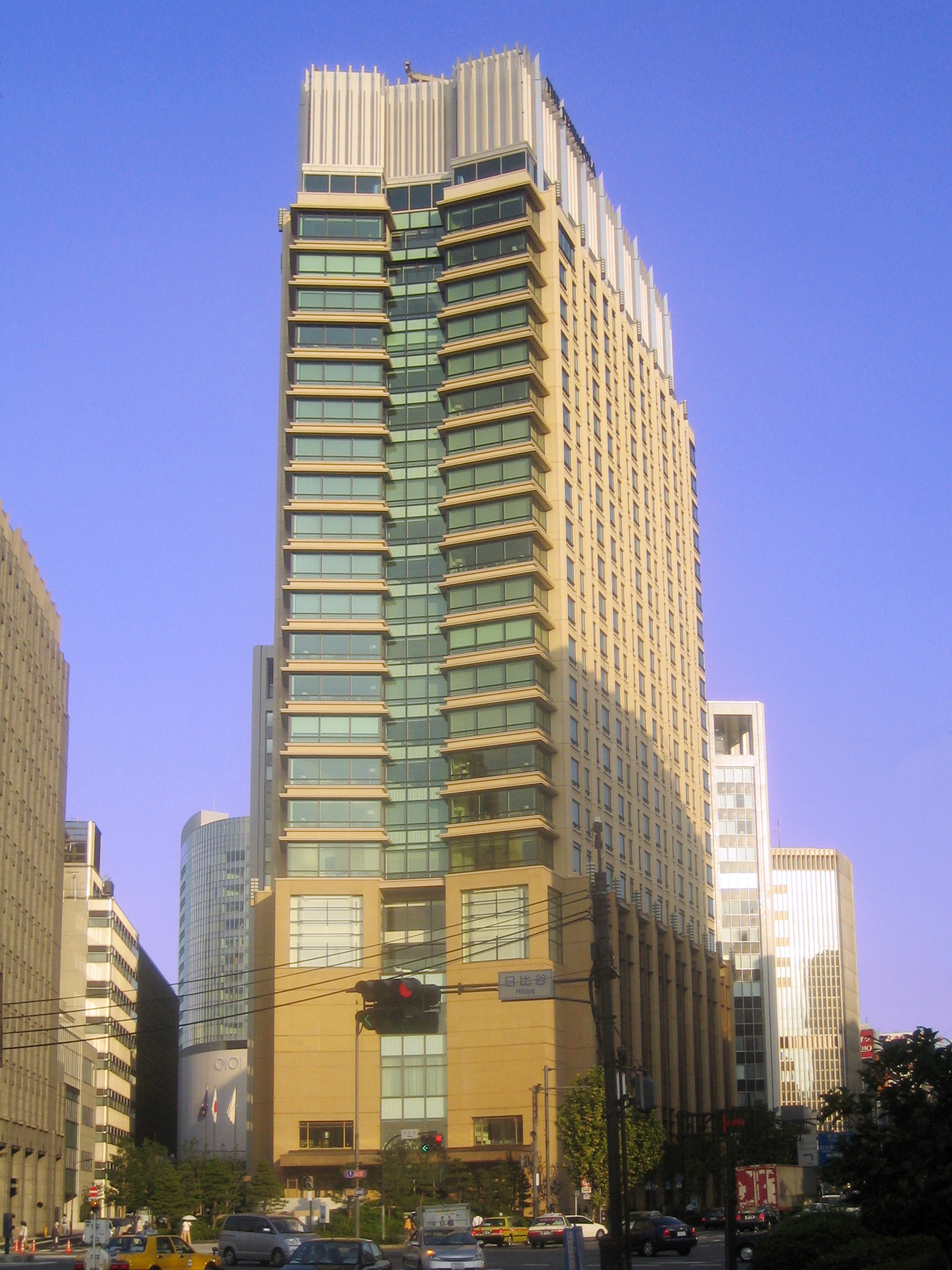
The Peninsula Tokyo
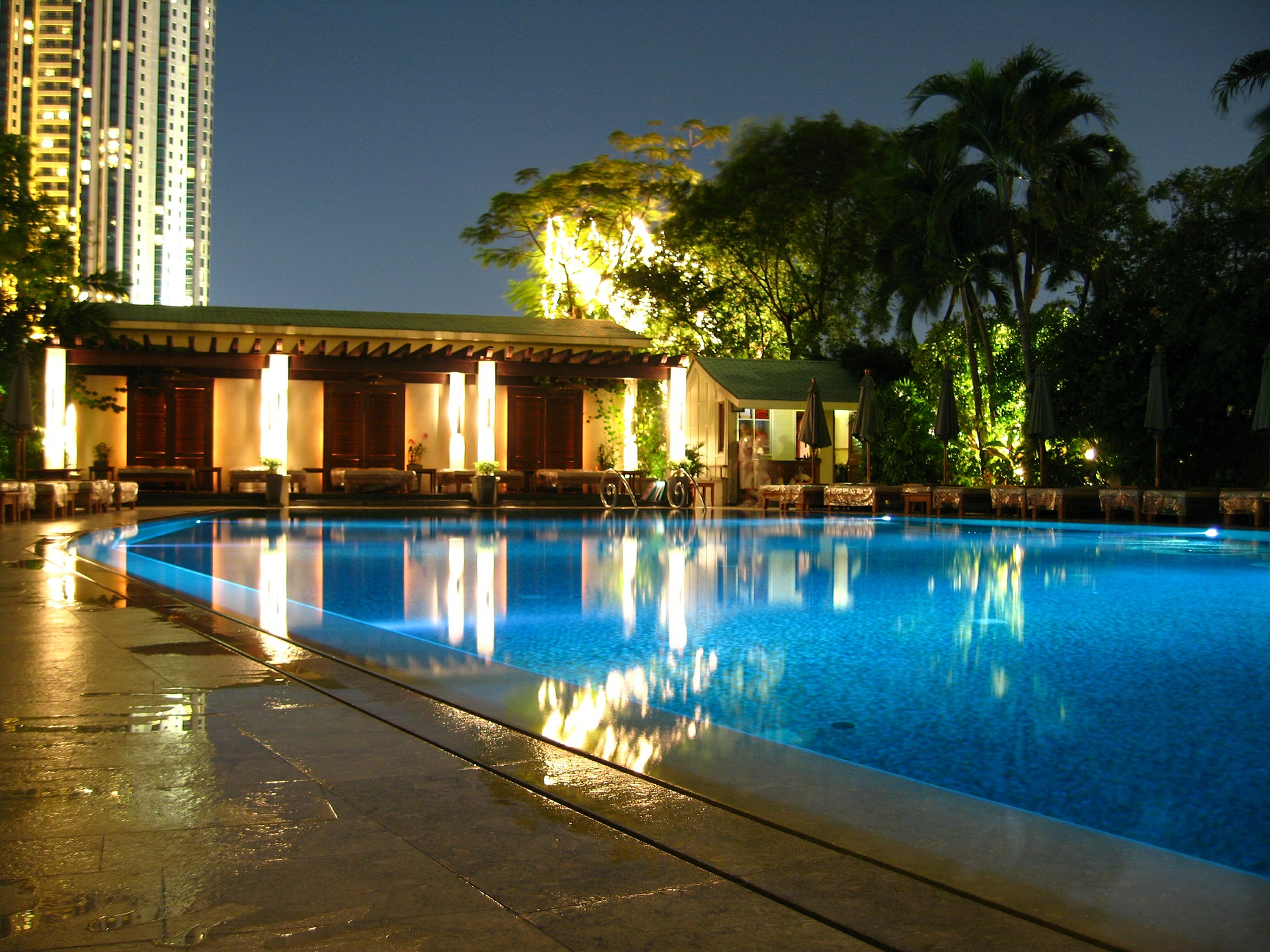
Piscina del The Peninsula Bangkok
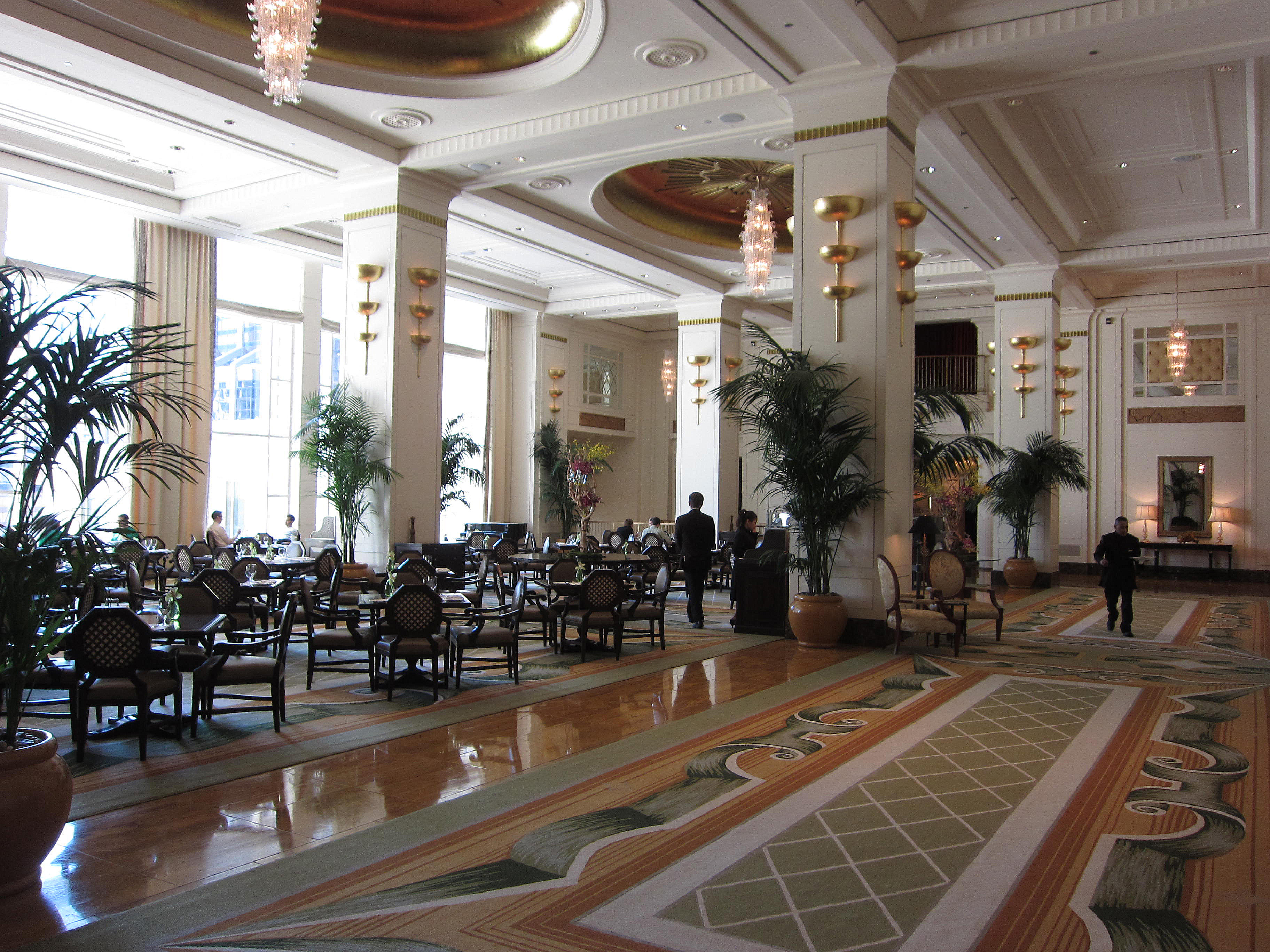
Sala ricevimenti al The Peninisula Chicago
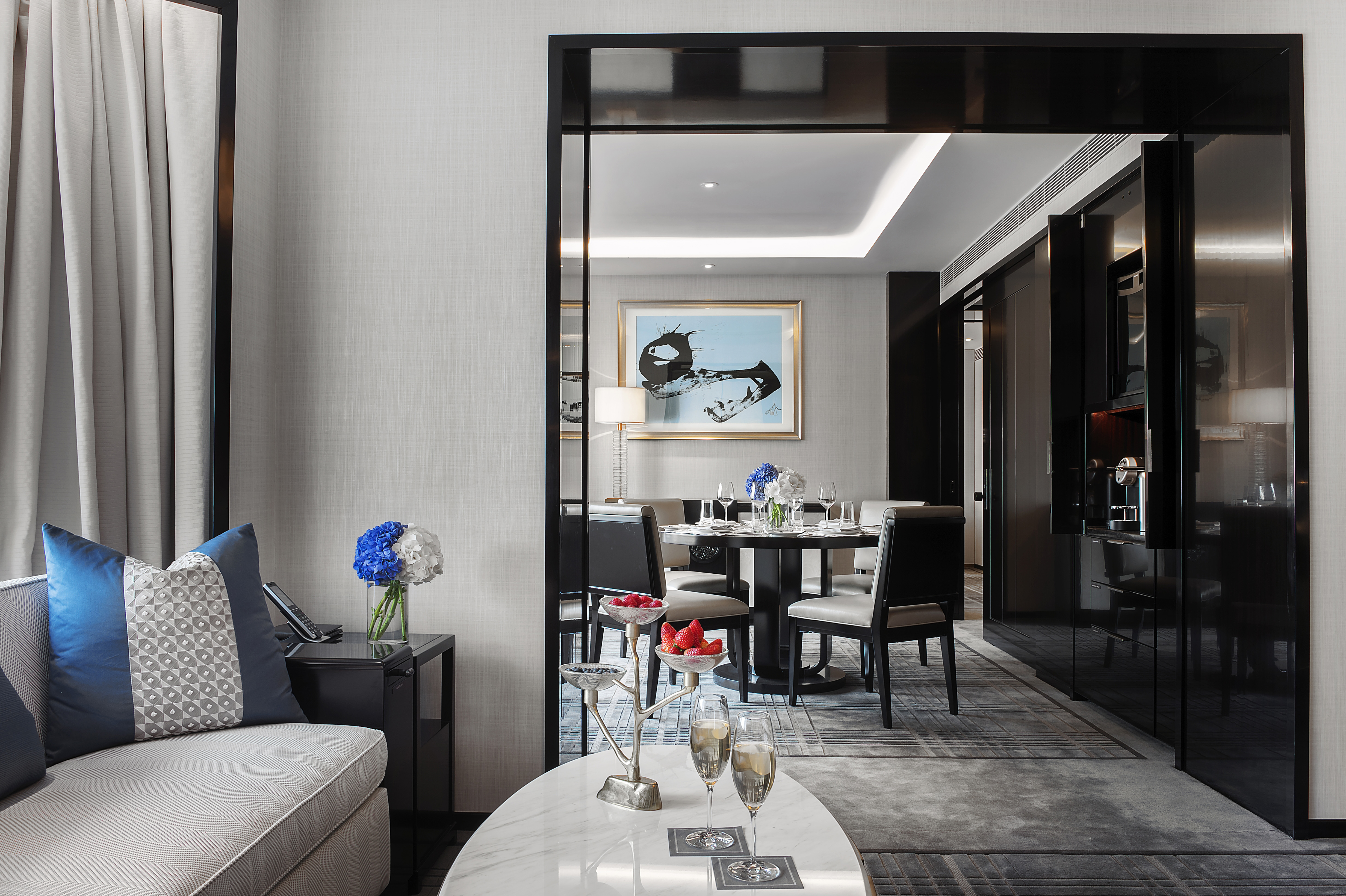
Sala esecutiva al The Peninsula Beijing
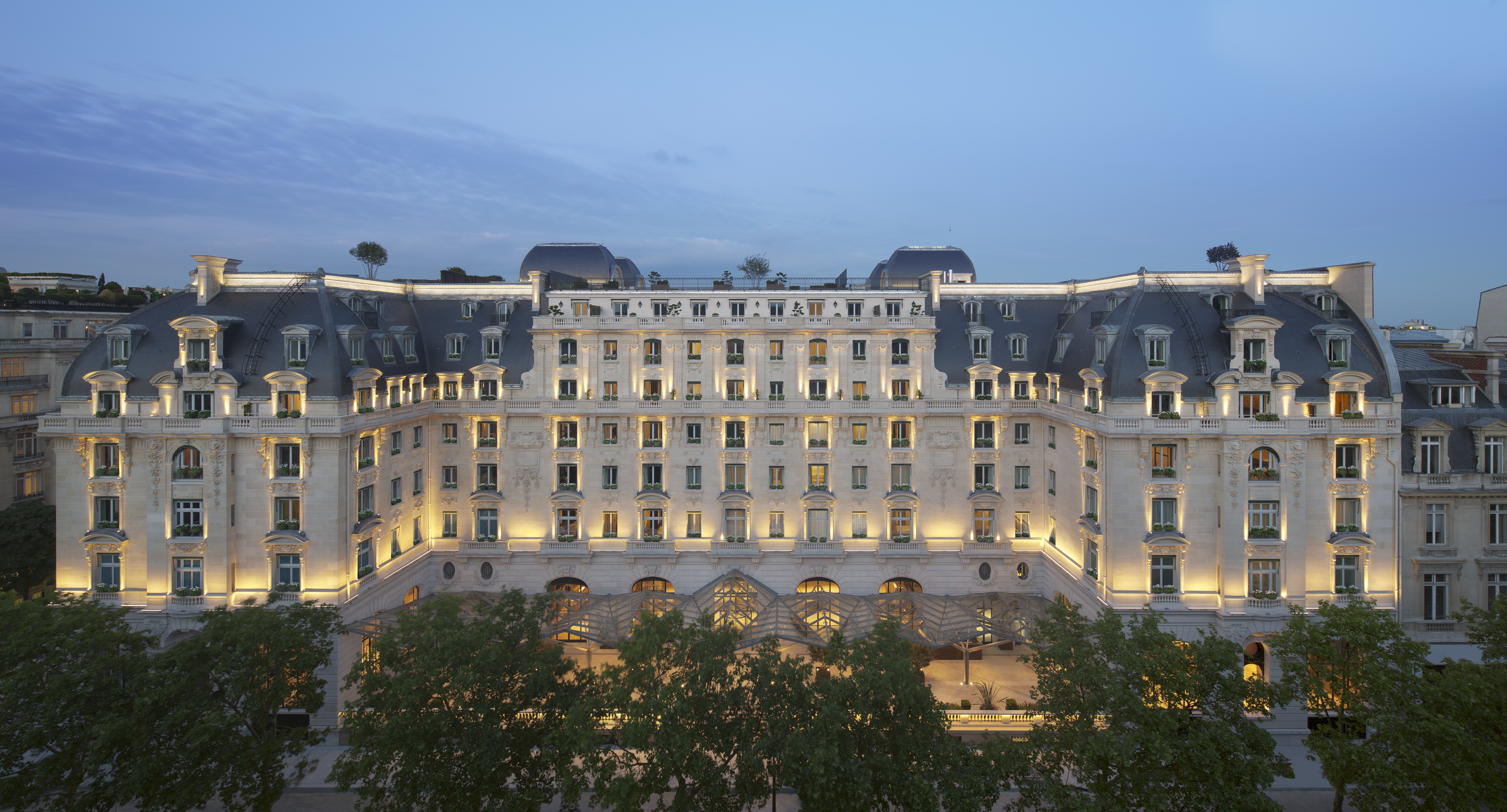
The Peninsula Paris